# Mimetus syllepsicus
Espèce
Synonymes
- Epeira dissimulata Walckenaer, 1841
- Mimetus interfector Hentz, 1850
- Mimetus tuberosus Hentz, 1850

Mimetus syllepsicus est une espèce d'araignées aranéomorphes de la famille des Mimetidae.

## Distribution
Cette espèce se rencontre aux États-Unis au Massachusetts, au Rhode Island, dans l'État de New York, en Ohio, au Michigan, en Caroline du Nord, en Géorgie, en Floride, en Alabama, en Louisiane et au Texas et au Mexique,.

## Description
Le mâle décrit par Kaston en 1948 mesure 4 mm et la femelle 5 mm.

## Liste des sous-espèces
Selon World Spider Catalog (version 22.5, 19/08/2021) :
- Mimetus syllepsicus molestus Chickering, 1937
- Mimetus syllepsicus syllepsicus Hentz, 1832

## Publications originales
- Hentz, 1832 : « On North American spiders. » Silliman's Journal of Science and Arts, vol. 21, p. 99-122 (en).
- Chickering, 1937 : « Notes and studies on Arachnida. III. Arachnida from the San Carlos Mountains. » The Geology and Biology of the San Carlos Mountains, Tamaulipas, Mexico. University of Michigan Press, Ann Arbor, p. 271-283.